# Aeroportul Crawford County
Aeroportul Crawford County (IATA: RSV, ICAO: KRSV, FAA LID: RSV) este un aeroport din Illinois, Statele Unite ale Americii ce deservește zona Robinson⁠(d). Aeroportul a fost tranzitat în 2019 de 122 de pasageri.
Situat la o altitudine de 141 m, aeroportul dispune de 2 piste.

## Infrastructură

### Piste
Aeroportul dispune de 2 piste. Pista 09/27 are suprafața de asfalt și dimensiunile 5.108 picioare × 100 picioare. Pista 17/35 are suprafața de asfalt și dimensiunile 3.398 picioare × 75 picioare. 